# روس سايكس
روس سايكس (بالإنجليزية: Ross Sykes)‏ هو لاعب كرة قدم بريطاني في مركز الدفاع، ولد في 26 مارس 1999 في بيرنلي في المملكة المتحدة. لعب مع نادي أكرينغتون ستانلي.

## وصلات خارجية
- روس سايكس على موقع الاتحاد الأوربي (الإنجليزية)
- روس سايكس على موقع قاعدة بيانات كرة القدم.إي يو (الإنجليزية)
- روس سايكس على موقع Soccerbase.com (لاعب) (الإنجليزية)
- روس سايكس على موقع Soccerway.com (الإنجليزية)
- روس سايكس على موقع عالم كرة القدم.نت (الإنجليزية)